# Dionisio de Fourna
Dionisio de Fourna (Dionisie din Furna) (1670 -1745) fue un importante pintor de iconos ortodoxo griego del siglo XVIII, más conocido por ser el autor del manual de pintura Erminia picturii bizantine.

## Vida
Dionisio nació alrededor de 1670 en Fourna (una aldea en el municipio de Agrafa, en el centro Grecia). Su padre, Panagiota Chalkia, era un sacerdote que murió cuando Dionisio era todavía un niño. A los 12 años Dionisio fue a Constantinopla para completar sus estudios. A la edad de 16 fue al Monte Athos, donde se convirtió en iconógrafo. 
Tomó como modelo al famoso pintor Manuel Panselinos.
Construyó una celda en Karyes (capital del Monte Athos), y una capilla dedicada a San Juan Bautista, que pintó él mismo.
En 1721, pintó la capilla de San Demetrio in Vatopedi.
En los años 1724-1728 permaneció en su pueblo natal, pintando los frescos de una iglesia, dedicada a la fiesta de la Transfiguración. Luego regresó al Monte Athos, donde restauró celular en 1731 estaba de nuevo en 1734 en el horno, pensando en fundar una escuela en su pueblo natal. Para ello, escribió varias cartas a Serafín I Patriarca de Constantinopla, para obtener la acreditación de la escuela, dejando en 1740 a Constantinopla (a través de Athos en 1739). 
Después de haber obtenido el patrocinio del Patriarca Ecuménico Serafín I Dionisio de Fourna retorno en 1741. 
Escribe de nuevo al patriarca en 1744, Neófito VI, este es el último documento que confirma que continúa con vida.
Murió probablemente en 1745 o 1746, y fue enterrado en Fourna, aunque a día de hoy, no se conoce su tumba.

## Su obra

### Escritos

#### Manual de pintura (Erminia Picturii Bizantine)
Esta Hermeneia de Dionisio (1730-1734) trata de proporcionar un sintético relato evangélico de la vida de Jesucristo. Su línea y eventos de tiempo son principalmente del libro de Mateo, pero él se centra en los principales incidentes de los otros evangelios sinópticos. El manual también se llama Guía del Pintor del Monte Athos y consta de tres partes. En general, se trata de un listado cronológica de las escenas apropiadas para la pintura, junto con una inscripción adecuada para el pintor para incluir al realizar el icono, así como la posición adecuada en la iglesia para cada escena. 
La creación artística de las imágenes sagradas se basaba en manuales de pintura, desde el siglo XVI en el Concilio de Stoglav, en estos manuales se dictaban cómo debían retratarse a los santos, que colores utilizar y qué detalles incluir, incluso se estipulaban ciertos detalles de tipo iconográfico, simbólico o compositivo.
La primera parte de la obra da recetas de color, gesso, e instrucciones sobre las proporciones del cuerpo para la pintura de figuras humanas. 
La segunda parte es un manual para la vida de Cristo, descripciones e inscripciones para los varios temas bíblicos y hagiográficos, y sugerencias de imágenes. 
La tercera parte describe las ubicaciones en una iglesia para cada representación. 
El manuscrito se conserva en más de veinticinco Lugares.
Es probable que Dionisio se inspirase en iglesias existentes de la época medieval, donde la vida de Cristo se narraba en emblemas alrededor de la iglesia. Aunque el trabajo no es original, ni diseñado para ser original, la descripción de cada escena es probablemente de la propia imaginación e imaginería de Dionisio.

### Iconos y frescos
Dionisio no fue un destacado pintor de la talla de Panselinos o Teófanes pero la influencia griega o de Creta en su obra fue considerable. Los ejemplos de sus obras consisten en frescos conservados en las paredes de algunas iglesias y numerosos iconos de madera. Estos incluyen: la célula de la que los frescos; iconos de madera en el iconostasio de la que su celular y un icono de San Juan Bautista el Precursor contiene 14 escenas de la vida; los frescos de la capilla de San Dumitru ubicado en el norte de la iglesia principal del monasterio Votoped; frecele en el oeste de la iglesia principal del monasterio Dohiariu; 6 iconos en la Iglesia de la Transfiguración de Fourna y cuatro desde el monasterio de la Virgen "Primavera Tamaduirii", fundada por Dionisio, y dos en la iglesia de San Nicolás en Fourna.